# Caterina Guzzanti
Caterina Guzzanti (Roma, 5 giugno 1976) è un'attrice, comica e imitatrice italiana.

## Biografia
È figlia del giornalista Paolo Guzzanti e della sua prima moglie, Germana Antonucci, dalla quale si separò poco dopo la sua nascita. È inoltre sorella degli attori Corrado e Sabina Guzzanti, pronipote dell'ex ministro Elio Guzzanti e trisnipote del sismologo Corrado Luigi Guzzanti.

### Televisione
Il suo esordio televisivo avviene nel popolare programma Pippo Chennedy Show, ideato e condotto dal fratello Corrado con Serena Dandini, in onda su Rai 2 nella stagione 1997. 
All'inizio, la sua carriera segue spesso quella dei fratelli: sempre nella stessa rete, infatti, nel 1998 affianca la sorella Sabina nel programma La posta del cuore; mentre nei successivi programmi affianca Corrado, come ne L'ottavo nano del 2000 e Il caso Scafroglia del 2002 (quest'ultimo però su Rai 3). Nel 2003 prende poi parte a Bulldozer, ritornando su Rai 2. Sempre nello stesso anno partecipa anche a Assolo su LA7. Si affranca dai fratelli e dalla Rai nel 2006 e 2007, per prender parte ai programmi della Gialappa's Band Mai dire lunedì, Mai dire martedì e Mai dire Grande Fratello su Italia 1.
In questi anni crea una propria galleria di personaggi, fra cui spicca la "contessina Orsetta Orsini". 
Dal 2007 al 2010 interpreta il ruolo di Arianna in Boris, affiancando Francesco Pannofino in un totale di tre stagioni. Nella stagione 2008 di Parla con me, il programma firmato Dandini, è protagonista delle parodie di Mariastella Gelmini e Sarah Palin. Nello stesso programma interpreta una "ragazza facebook", la cui vita ruota intorno al popolare social network, e una non meglio precisata giornalista di Sky TG24, indignata per l'aumento dell'IVA a Sky. Dal 18 settembre al 23 ottobre 2011 affianca il pianista Stefano Bollani nella conduzione delle sei puntate di Sostiene Bollani, programma televisivo della seconda serata di Rai 3. Dal 21 gennaio 2012 presenta sempre su Rai 3, con Davide Demichelis, Nanuk - Prove d'avventura.
Nella primavera 2012 partecipa al programma Un due tre stella della sorella Sabina, dove propone per la prima volta il personaggio di Vichi, parodia di una ragazza militante nel centro sociale di estrema destra CasaPound. Nel novembre 2013 torna a collaborare con Stefano Bollani nella puntata conclusiva della seconda serie del programma Sostiene Bollani, sempre in seconda serata la domenica su Rai 3. Dal marzo 2013 su MTV conduce il programma La prova dell'otto. Nel 2014 ha collaborato con il gruppo bolognese Lo Stato Sociale per l'uscita del loro secondo album L'Italia peggiore, comparendo nel brano Instant classic.
Nell'aprile 2021 partecipa come concorrente al comedy show di Prime Video LOL - Chi ride è fuori.
Nel 2022 è nuovamente Arianna nella quarta stagione di Boris.

#### Personaggi
- Sarah Palin: parodia della politica statunitense;
- Mariastella Gelmini: parodia della politica italiana cui conferisce un forte accento calabrese, alludendo all'esodo da Brescia verso Reggio Calabria per sostenere l'esame di Stato per l'abilitazione alla professione di avvocato;
- Biondic: artista circense moldava, ex addestratrice di delfini e "dominatrice", ora prima ballerina del corpo di ballo de L'ottavo nano;
- Ragazza Facebook: Susanna è una ragazzina vacua e dipendente dai social network;
- Miss Italia: una ragazza eccezionalmente oca e totalmente incapace di dare una sola risposta contestualizzata e non imparata a memoria;
- Giornalista di Sky TG24: anchorwoman sofferente di narcisismo e di autoreferenzialità, più interessata a criticare l'aumento dell'IVA del canone della TV satellitare che a dare notizie;
- Contessina Orsetta Orsini Curva Della Cisa. Bilingue italiano-inglese, la contessina arriva in triciclo e racconta di come gioca a torturare il giardiniere sudamericano Pippo, minacciandolo di bruciargli il permesso di soggiorno per impedirgli di scappare; è posseduta da un diavolo, il quale a tratti comunica con una voce gracchiante e spiega al presentatore che lui è terrorizzato dalla bambina e supplica che qualcuno faccia un esorcismo per liberarlo;
- Esperanza Panicucci: fantomatica sorella della conduttrice Federica Panicucci;
- L'angelo: è portatrice di un non meglio specificato messaggio;
- Geri Halliwell: parodia dell'ex Spice Girls;
- Monica Relli o Moni Carelli o semplicemente Monicarelli: goffa stagista iscritta alla facoltà di Scienze della Formazione del Calcare, indirizzo Spettacolo;
- Vichi: è una ragazza addetta al servizio sociale per conto di CasaPound. Compare per la prima volta nella trasmissione Un due tre stella della sorella Sabina. I suoi sketch sono strutturati come una discussione con Patrizio Roversi (come voce fuori campo) mentre la conduttrice è assente dallo studio.
- Shania Clayton: popstar internazionale con un fortissimo accento americano che rimarca gli stereotipi degli americani in Italia.

### Radio
Partecipa regolarmente alla trasmissione radiofonica 610 condotta da Lillo & Greg su Radio Due, interpretando numerosi sketch e impersonando spesso, tra le altre cose, una svampita e fatua ex Miss Italia.

### Film e telefilm
Fa il suo esordio al cinema nel 1998, interpretando una piccola parte nel film Le faremo tanto male, diretto da Pino Quartullo. Nel 2002 è presente nel cast del primo lungometraggio diretto dalla sorella Sabina Bimba - È clonata una stella. Subito dopo prende parte al film di Marco Filiberti Poco più di un anno fa - Diario di un pornodivo. Nel 2006 interpreta una delle amazzoni nel film del fratello Corrado Fascisti su Marte. Tra il 2007 e il 2010 è tra i protagonisti della sitcom Boris, diretta da Luca Vendruscolo, in onda sul canale satellitare Fox nel ruolo di Arianna Dell'Arti, l'assistente alla regia. Nel 2011 interpreta il medesimo ruolo anche nel film tratto dall'omonima serie televisiva. Nel 2014 interpreta su YouTube la parte di professoressa universitaria di storia dell'arte nella serie ESAMI.

## Vita privata
Ha avuto un figlio, nato nel novembre del 2014, dal suo ex compagno Walter, di professione pilota. I due si sono conosciuti a Favignana nel 2013.

## Filmografia

### Cinema
- Le faremo tanto male, regia di Pino Quartullo (1998)
- Welcome Albania, regia di Fabrizio Maria Cortese (2000)
- Bimba - È clonata una stella, regia di Sabina Guzzanti (2002)
- Poco più di un anno fa - Diario di un pornodivo, regia di Marco Filiberti (2003)
- Fascisti su Marte, regia di Corrado Guzzanti (2006)
- Tutta la vita davanti, regia di Paolo Virzì (2008)
- Feisbum - Il film, regia di Dino Giarrusso (2009)
- Oggi sposi, regia di Luca Lucini (2009)
- Boris - Il film, regia di Giacomo Ciarrapico, Mattia Torre e Luca Vendruscolo (2011)
- Nessuno mi può giudicare, regia di Massimiliano Bruno (2011)
- Pane e burlesque, regia di Manuela Tempesta (2014)
- Soap opera, regia di Alessandro Genovesi (2014)
- Confusi e felici, regia di Massimiliano Bruno (2014)
- Ogni maledetto Natale, regia di Giacomo Ciarrapico, Mattia Torre e Luca Vendruscolo (2014)
- Ti presento Sofia, regia di Guido Chiesa (2018)
- Modalità aereo, regia di Fausto Brizzi (2019)
- Mollami, regia di Matteo Gentiloni (2019)
- Burraco fatale, regia di Giuliana Gamba (2020)
- Cattiva coscienza, regia di Davide Minnella (2023)
- Noi anni luce, regia di Tiziano Russo (2023)
- Ari-cassamortari, regia di Claudio Amendola (2024)

### Televisione
- Boris – serie TV, 50 episodi (2007-2010, 2022)
- Dove la trovi una come me?, regia di Giorgio Capitani – miniserie TV (2011)
- Il restauratore – serie TV, 12 episodi (2012)
- Amore oggi, regia di Giancarlo Fontana e Giuseppe Stasi – film TV (2014)
- Come fai sbagli – serie TV, 12 episodi (2016)
- Illuminate: Rita Levi Montalcini, regia di Giacomo Faenza – docu-film (2018)
- Liberi tutti – serie TV, 12 episodi (2019)
- Nero a metà – serie TV, 10 episodi (2022)
- Sono Lillo – serie TV (2023)
- Elf Me, regia de YouNuts! – film TV (2023)

## Teatro
- Candido, soap opera musica di Andrea Liberovici e Aldo Nove (2004)
- Non raccontateci favole di e con Caterina Guzzanti e Paola Minaccioni (2006)
- Recital di Corrado Guzzanti (2009)
- Il tempo di Alice (2012)
- Due partite di Cristina Comencini, regia di Paola Rota (2015)
- Secondo lei, testo e regia di Caterina Guzzanti (2024)

## Programmi televisivi
- Pippo Chennedy Show (Rai 2, 1997)
- La posta del cuore (Rai 2, 1998)
- L'ottavo nano (Rai 2, 2000-2001)
- Il caso Scafroglia (Rai 3, 2002)
- Bulldozer (Rai 2, 2003)
- Assolo (LA7, 2003)
- Mai dire lunedì (Italia 1, 2006)
- Mai dire Grande Fratello (Italia 1, 2006-2008)
- Mai dire martedì (Italia 1, 2007)
- Parla con me (Rai 3, 2008-2009)
- Sostiene Bollani (Rai 3, 2011-2013)
- Nanuk - Prove d'avventura (Rai 3, 2012)
- Un due tre stella (LA7, 2012)
- La prova dell'otto (MTV, 2013)
- LOL - Chi ride è fuori (Prime Video, 2021) – concorrente

## Audiolibri
- A Babbo morto. Una storia di Natale, scritto da Zerocalcare, Storyside (2020)

## Radio
- 610, Rai Radio Due con Lillo & Greg